# 世界七大奇迹
世界奇觀（Wonders of the World）是一個涵蓋自然景觀和人類建築的術語，通常指的是在歷史、文化或美學上具有重大意義的場所或結構。自古至今有許多版本，其中最古老的古代世界七大奇迹（或稱古代世界七大遺蹟、古代世界七大奇觀、古代世界七大奇景）是古典时代最具標誌性和非凡的人類創作。世界七大奇迹基於古希臘觀光客中流行的旅遊指南，因此僅涵蓋地中海沿岸和古代近東地區的作品。數字「七」被選中是因為古希臘人認為它代表完美與豐盛，同時也反映了古代已知的行星數量（五顆）加上太陽和月亮。

## 建築

### 古代世界七大奇迹
最早提出古代世界七大奇迹構想的是前3世纪的腓尼基旅行家昂蒂帕克，項目由古希臘哲學家費羅（费隆）於前225年選出，當中目前唯一存在的只剩下埃及金字塔，其餘皆已毀壞，流傳下來的歷史資料也相當稀少，有些建築甚至是否曾經存在仍是個謎：
- 埃及金字塔（埃及，仍存在）
- 空中花園（伊拉克巴比伦，現不存在）
- 奧林匹亞宙斯神像（希腊奥林匹亚，毁于火灾）
- 阿耳忒彌斯神廟（土耳其以弗所，毁于火灾）
- 摩索拉斯王陵墓（土耳其哈利卡納蘇斯，毁于地震）
- 羅得島太陽神銅像（希腊羅得港，毁于地震）
- 亞歷山大燈塔（埃及亞歷山大城，毁于地震）

### 中古世界七大奇迹

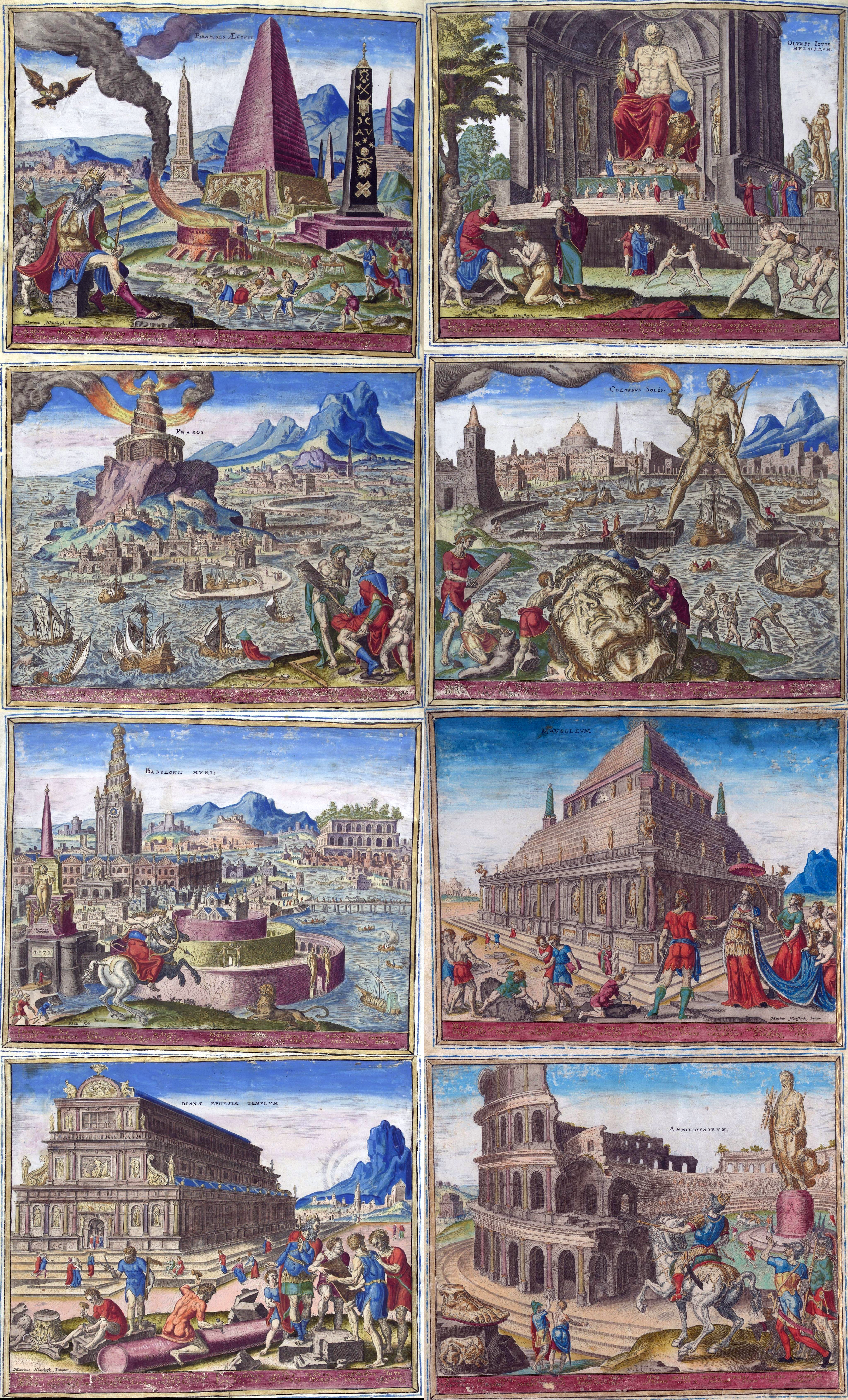
古代世界七大奇迹（從左到右，從上到下）：胡夫金字塔、巴比倫空中花園、阿耳忒彌斯神廟、奧林匹亞宙斯神像、摩索拉斯王陵墓（亦稱摩索拉斯陵墓）、羅得島太陽神巨像，以及由16世紀荷蘭藝術家馬爾滕·范·希姆斯克爾克描繪的亞歷山大燈塔。

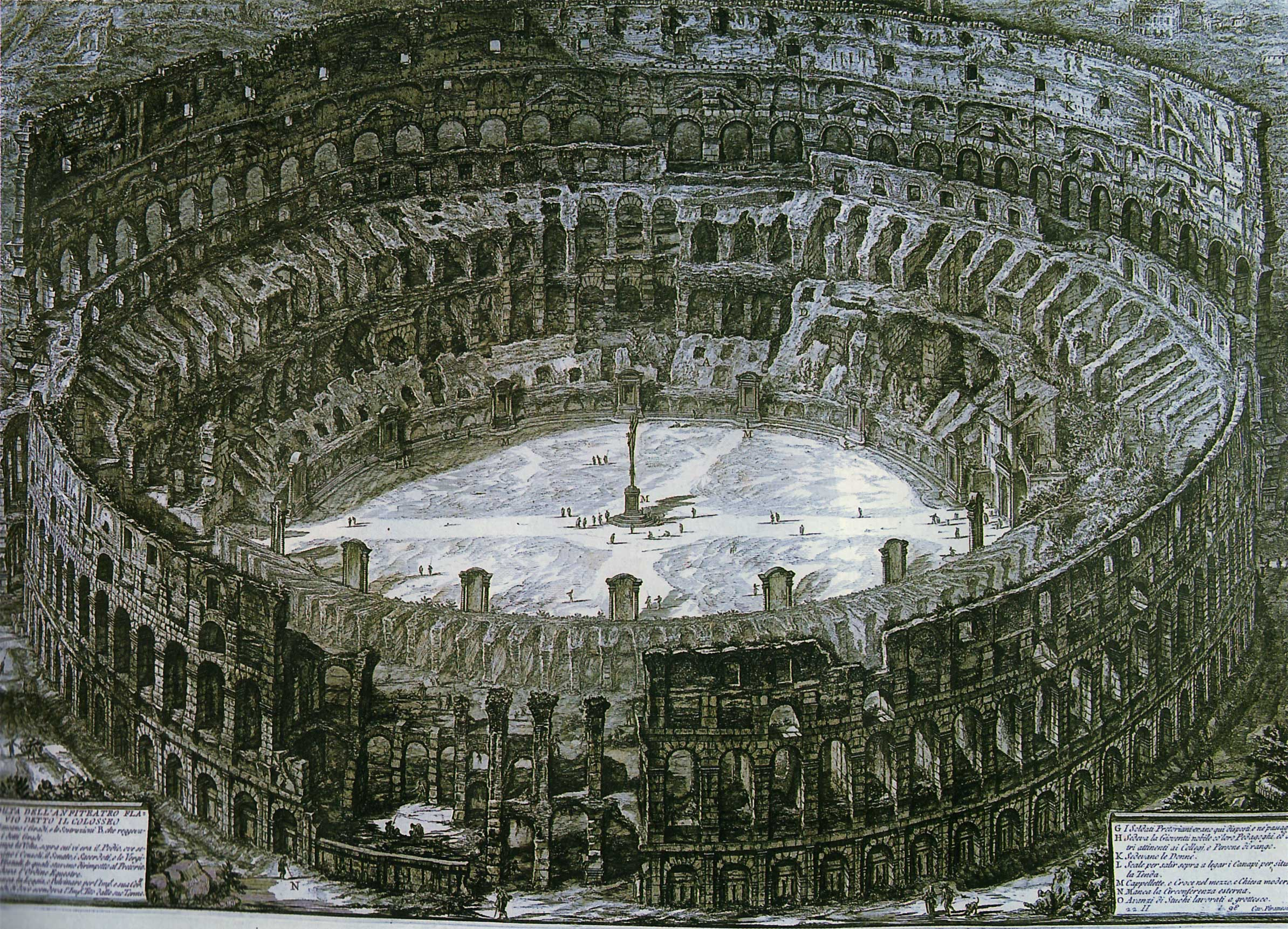
羅馬競技場

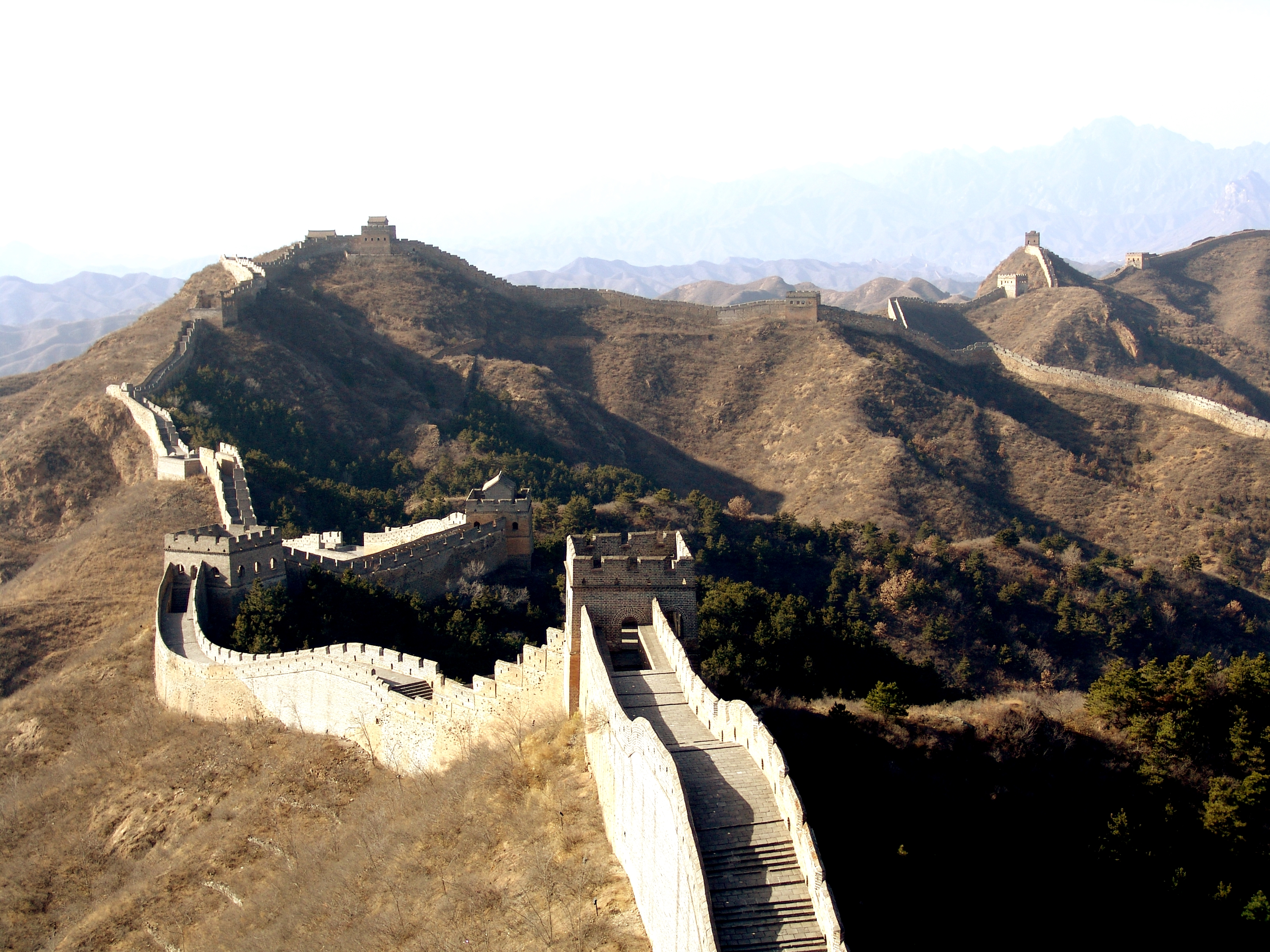
中國万里長城

在19世紀和20世紀初，一些作家模仿古典名單，創建屬於他們自己的七大奇迹，名稱包括「中世紀奇觀」（Wonders of the Middle Ages）、「中世紀七大奇觀」（Seven Wonders of the Middle Ages）、「中世紀心靈的七大奇觀」（Seven Wonders of the Medieval Mind）以及「中世紀建築奇觀」（Architectural Wonders of the Middle Ages）。然而這些列表很可能並非真正起源於中世紀，因為「中世紀」這一概念直到至少16世紀才開始流行，而「中世紀」（medieval）一詞更是直到啟蒙時代才被創造出來。《布魯爾詞典》將這些名單稱為「後來的名單」，暗示它們是在中世紀之後才被創建的。
名單中的許多建築物實際上建於中世紀之前，但在當時已聞名於世。以下是傳統公認及具有代表性的例子：
- 羅馬競技場（義大利羅馬）
- 亞歷山卓地下陵墓（英语：Catacombs of Kom El Shoqafa）（埃及亞歷山卓）
- 萬里長城（中國）
- 巨石陣（英國英格蘭埃姆斯伯里）
- 大报恩寺琉璃塔（中國南京）
- 比萨斜塔（義大利比薩）
- 圣索非亚大教堂（土耳其伊斯坦堡）

部份存有爭議的建築物：
- 泰姬瑪哈陵（印度阿格拉）
- 開羅大城堡區（埃及開羅）
- 伊利座堂（英國英格蘭伊利）
- 克呂尼修道院（法國克呂尼）
- 格倫達洛（愛爾蘭威克洛郡）
- 吳哥窟（柬埔寨暹粒省）
- 布達拉宮（中國拉薩）
- 婆羅浮屠（印尼爪哇）

## 近代

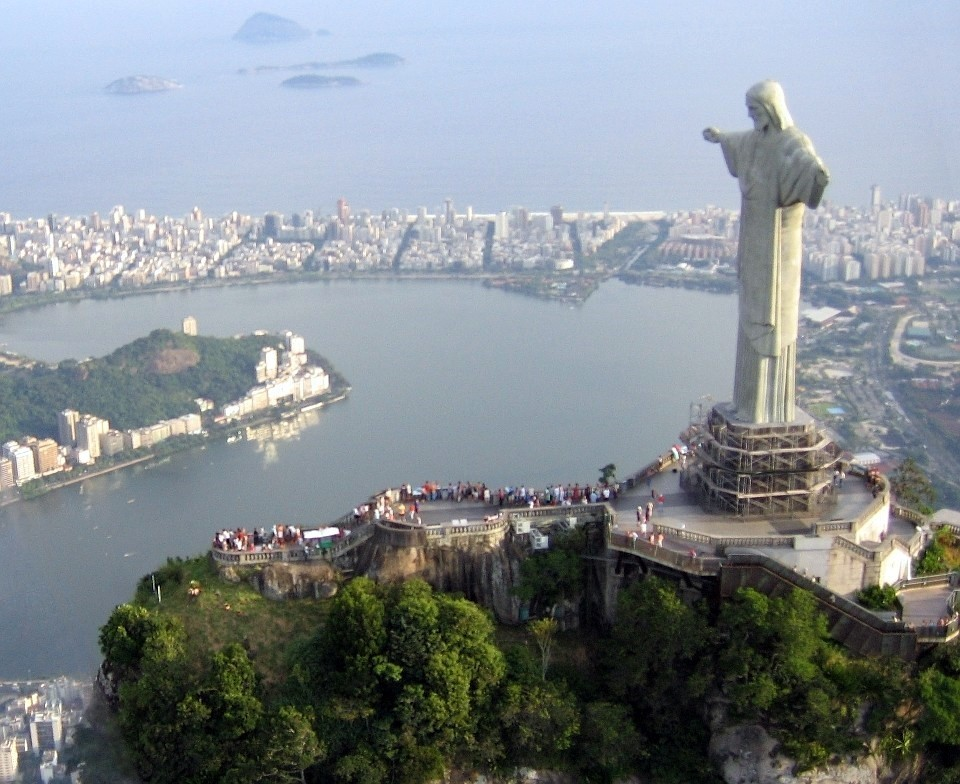
里約熱內盧基督像

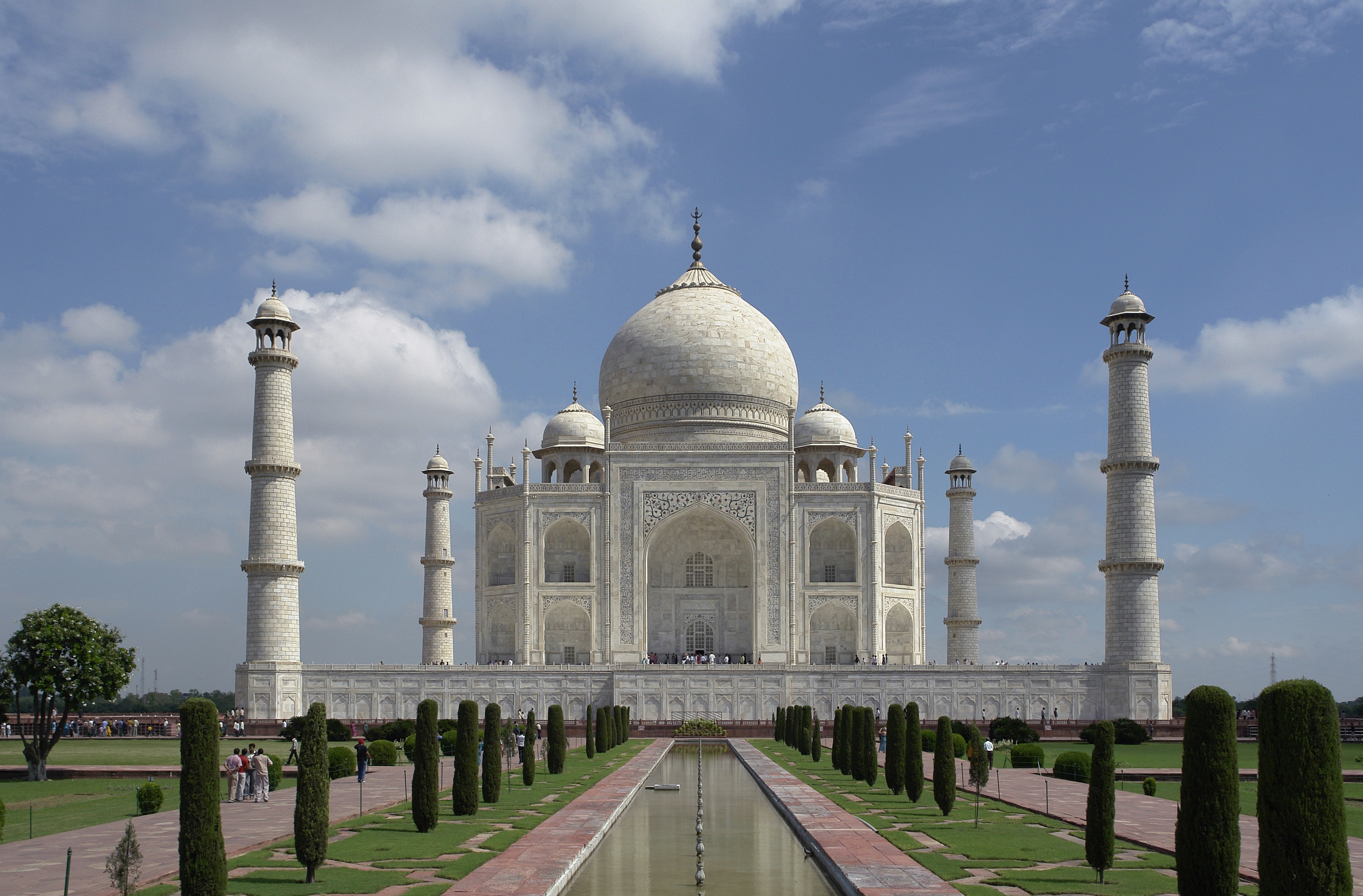
泰姬瑪哈陵

延續古典七大奇迹的傳統，現代人創建屬於自己的世界七大奇迹，涵蓋古代與現代、自然與人造的壯麗事物。

#### 美國土木工程師學會
1994年，美國土木工程師學會（American Society of Civil Engineers）編制了一份「世界七大工程奇迹」名單，以表彰「20世紀最偉大的土木工程成就」。這些奇觀展示了人類在工程技術與建築設計上的卓越成就，並成為全球標誌性建築的名單。以下是該名單中的部分奇觀：
- 加拿大國家電視塔（加拿大多倫多）
- 英吉利海峽隧道（英國多佛爾及法國加來）
- 帝國大廈（美国紐約）
- 金門大橋（美国舊金山）
- 伊泰普大壩（巴西、巴拉圭交界的巴拉那河）
- 巴拿馬運河（巴拿馬巴拿馬地峽）
- 三角洲工程（荷蘭）

#### 《今日美國》的新七大奇觀
2006年11月，美國全國性報紙《今日美國》（USA Today）與電視節目《早安美國》（Good Morning America）公佈了一份「新七大奇觀」名單，涵蓋自然與人造的壯麗景觀。這份名單由六位評審選出，旨在展示全球最具代表性的奇觀。根據觀眾回饋大峽谷於2006年11月24日被新增為第八大奇蹟。
- 布达拉宫（中國西藏自治区）
- 耶路撒冷舊城（以色列耶路撒冷）
- 極地冰蓋（北極和南極）
- 帕帕哈瑙莫夸基亞國家海洋保護區（夏威夷群島）
- 互聯網（唯一不存在現實世界的奇觀）
- 奇琴伊察瑪雅城邦遺址（墨西哥尤卡坦半島北部）
- 大峽谷（美国国旗亞利桑那州）
- 塞倫蓋蒂與馬賽馬拉動物大遷徙（坦桑尼亞與肯尼亞）

#### 世界新七大奇迹
2001年，瑞士新七大奇觀基金會（New 7 Wonders Foundation）發起了一項全球性活動，旨在通過線上投票從200個現有古蹟中選出「世界新七大奇觀」。這項活動旨在喚起人們對全球文化遺產的關注與保護。最終結果於2007年公佈，以下是入選的七大奇觀：
- 佩特拉古城（約旦亞喀巴省）
- 里約熱內盧基督像（巴西里約熱內盧）
- 馬丘比丘（秘魯庫斯科）
- 奇琴伊察瑪雅城邦遺址（墨西哥猶加敦半島北部）
- 羅馬競技場（意大利羅馬）
- 泰姬瑪哈陵（印度阿格拉）
- 长城（中华人民共和国）
- 吉薩大金字塔，作為古代世界七大奇觀中唯一現存的遺跡，雖然未入選新七大奇觀，但被授予榮譽候選人的地位。

#### 世界新七大自然奇觀
繼「世界新七大奇觀」之後，新七大奇觀基金會（New7Wonders Foundation）於2007年至2011年間發起了一項全球性活動，旨在選出「世界新七大自然奇觀」。這項活動通過全球投票，從眾多自然景觀中選出了最具代表性的七處，以喚起人們對自然遺產的保護與關注。以下是入選的七大自然奇觀：
- 亞馬遜雨林（南美洲）橫跨南美洲多個國家，是全球最大的熱帶雨林，擁有極高的生物多樣性，被稱為「地球之肺」。
- 下龍灣（越南）
- 伊瓜蘇瀑布（阿根廷與巴西邊境）
- 濟州島（朝鮮）
- 普林塞萨港地下河国家公园（菲律賓巴拉望島）
- 桌山（南非開普敦）
- 科莫多國家公園（印度尼西亞）

#### 世界新七大奇觀城市
新七大奇觀基金會（New 7 Wonders）在繼「世界新七大奇觀」與「世界新七大自然奇觀」之後，於2015年發起了「世界新七大奇觀城市」的全球投票活動。這一活動旨在選出全球最具代表性與魅力的城市，展現人類城市文化的多樣性與獨特性。以下是入選的七座城市：  
- 德班, 南非
- 維甘, 菲律賓
- 哈瓦那, 古巴
- 吉隆坡, 馬來西亞
- 貝魯特, 黎巴嫩
- 多哈, 卡達
- 拉巴斯, 玻利維亞

#### 工業世界的七大奇觀
英國作家黛博拉·卡德伯里在其著作《工業世界的七大奇觀》（Seven Wonders of the Industrial World）中，講述了19世紀至20世紀初七項偉大工程奇蹟的故事。這些工程不僅展現了人類的智慧與技術突破，也深刻影響了現代文明的發展。2003年，英國廣播公司根據此書製作了一部七集紀錄劇，進一步將這些奇蹟帶入公眾視野。以下是這七項工業奇觀的簡介：
- 大東方號，英國遠洋客輪，於1858年完工，是當時世界上最大的船隻，以其龐大的規模與先進的技術聞名，為現代船舶工程奠定了基礎。
- 貝爾礁燈塔，位於蘇格蘭安格斯郡附近的北海海域，於1810年完工，是世界上最早的海上燈塔之一，以其在惡劣環境中的建造難度與耐久性著稱。
- 布魯克林大橋，位於美國紐約市，於1883年完工，是當時最長的懸索橋，連接曼哈頓與布魯克林，象徵著美國工業革命的成就。
- 倫敦下水道系統，於1870年完工，是現代城市基礎設施的典範，有效解決了倫敦的衛生問題，並為全球城市規劃提供了參考。
- 第一條橫貫大陸鐵路，美國於1869年完工，全長1,912英里（約3,077公里），連接了美國東部與西部的鐵路網絡，促進了經濟發展與西部開發。
- 巴拿馬運河，於1914年完工，全長51英里（約82公里），連接大西洋與太平洋，是全球最重要的航運通道之一，極大縮短了航運距離。
- 胡佛水壩，位於美國科羅拉多河上，於1936年完工，是當時世界上最大的水壩，為美國西南部提供了穩定的水資源與電力供應。

## 自然、地理

### 世界七大自然奇觀
美国人洛厄尔·托马斯也曾提出世界七大自然奇观：
- 科罗拉多大峡谷（美国亞利桑那州）
- 维多利亚瀑布（非洲尚比亞、辛巴威交界）
- 冰河湾（美国阿拉斯加）
- 猛獁洞（美国肯塔基州）
- 珠穆朗玛峰（中國、尼泊爾交界）－世界最高的山峰
- 貝加爾湖（俄羅斯伊爾庫茨克州、布里亞特共和國與蒙古國）－世界最深的湖
- 黄石國家公園（美国懷俄明州）

## 旅遊

### 建築旅遊奇觀
- 吉薩金字塔群（埃及開羅）
- 萬里長城（中國）
- 泰姬瑪哈陵（印度阿格拉）
- 馬丘比丘（秘魯）
- 峇里島（印尼）
- 吳哥窟（柬埔寨）
- 紫禁城（中國北京）
- 摩訶菩提寺及佛塔（缅甸蒲甘）
- 卡納克神廟（埃及底比斯）
- 特奧蒂瓦坎（墨西哥）

### 自然旅遊奇觀
- 塞倫蓋蒂遷徙（坦桑尼亞及肯亞）
- 加拉帕戈斯群島（厄瓜多爾加拉帕戈斯省）
- 大峽谷（美國亞利桑那州）
- 南極洲
- 伊瓜蘇瀑布（巴西及阿根廷）
- 亞馬遜雨林（巴西、哥倫比亞、秘魯、委內瑞拉、厄瓜多爾、玻利維亞、圭亞那及蘇利南）
- 恩戈羅恩戈羅火山口（坦桑尼亞）
- 大堡礁（澳洲昆士蘭州）
- 維多利亞瀑布（贊比亞及津巴布韋）
- 博拉博拉島（玻利尼西亞社會群島）